# Zone di Roma
Le zone di Roma sono suddivisioni toponomastiche tracciate all'interno dell'area dell'Agro romano, ripartite tra Roma Capitale e il comune di Fiumicino.
Costituiscono il quarto e ultimo livello di suddivisioni toponomastiche di Roma Capitale e coprono, considerando le sole zone di sua competenza, una superficie di circa 1028 km². La popolazione totale residente è di 979 446 abitanti.

## Storia
Con delibera del Commissario Straordinario nº 2453 del 13 settembre 1961, a causa della nuova urbanizzazione, l'intera area dell'Agro romano ricadente nel comune di Roma, fu suddivisa in 59 zone, codificate con la lettera Z seguita dalla numerazione romana.
Nel 1992, con la costituzione del comune di Fiumicino, sei zone complete e parte di altre tre furono assegnate al nuovo comune, quindi ufficialmente soppresse con delibera del Commissario Straordinario nº 1529 dell'8 settembre 1993.
La seguente tabella riporta le 59 zone definite nel 1961.

Le attuali 53 zone di Roma

- Z.I – Val Melaina
- Z.II – Castel Giubileo
- Z.III – Marcigliana
- Z.IV – Casal Boccone
- Z.V – Tor San Giovanni
- Z.VI – Settecamini
- Z.VII – Tor Cervara
- Z.VIII – Tor Sapienza
- Z.IX – Acqua Vergine
- Z.X – Lunghezza
- Z.XI – San Vittorino
- Z.XII – Torre Spaccata
- Z.XIII – Torre Angela
- Z.XIV – Borghesiana
- Z.XV – Torre Maura
- Z.XVI – Torrenova
- Z.XVII – Torre Gaia
- Z.XVIII – Capannelle
- Z.XIX – Casal Morena
- Z.XX – Aeroporto di Ciampino
- Z.XXI – Torricola
- Z.XXII – Cecchignola
- Z.XXIII – Castel di Leva
- Z.XXIV – Fonte Ostiense
- Z.XXV – Vallerano
- Z.XXVI – Castel di Decima
- Z.XXVII – Torrino
- Z.XXVIII – Tor de' Cenci
- Z.XXIX – Castel Porziano
- Z.XXX – Castel Fusano
- Z.XXXI – Mezzocammino
- Z.XXXII – Acilia Nord
- Z.XXXIII – Acilia Sud
- Z.XXXIV – Casal Palocco
- Z.XXXV – Ostia Antica
- Z.XXXVI – Isola Sacra[3]
- Z.XXXVII – Fiumicino[3]
- Z.XXXVIII – Fregene[3]
- Z.XXXIX – Tor di Valle
- Z.XL – Magliana Vecchia
- Z.XLI – Ponte Galeria[4]
- Z.XLII – Maccarese Sud[3]
- Z.XLIII – Maccarese Nord[4]
- Z.XLIV – La Pisana
- Z.XLV – Castel di Guido[4]
- Z.XLVI – Torrimpietra[3]
- Z.XLVII – Palidoro[3]
- Z.XLVIII – Casalotti
- Z.XLIX – Santa Maria di Galeria
- Z.L – Ottavia
- Z.LI – La Storta
- Z.LII – Cesano
- Z.LIII – Tomba di Nerone
- Z.LIV – La Giustiniana
- Z.LV – Isola Farnese
- Z.LVI – Grottarossa
- Z.LVII – Labaro
- Z.LVIII – Prima Porta
- Z.LIX – Polline Martignano